# Kevin Downes
Kevin Downes es un actor, director, productor y guionista estadounidense de cine cristiano.

## Biografía
Tiene más de 15 años de escribir, dirigir, actuar y producir la experiencia, gran parte de ella en el mercado basada en la fe. Su visión es la de producir alta calidad de imágenes en movimiento para compartir fuertes mensajes de esperanza, fe y amor que vienen a través de una relación personal con Dios a través de Jesús Cristo, es el hermano menor del productor Bobby Downes que es el fundador y CEO de ChristianCinema.com.
En 2019, con los Hermanos Erwin y Tony Youngm, fundó la productora Kingdom Story Company.

## Filmografía
- The Crossing (1994)
- End of the Harvest (1995)
- Senseless (1998)
- A Vow to Cherish (1999)
- The Moment After (1999)
- Mercy Streets (2000)
- Time Changer (2002)
- Birdie and Bogey (2004)
- Bobby Jones: Stroke of Genius (2004)
- Six: The Mark Unleashed (2004)
- Midnight Clear (2006)
- The Moment After 2: The Awakening (2006)
- Thr3e (2006)
- Courageous (2011)
- Silver Bells (2013)
- Taken by Grace (2013)
- Moms' Night Out (2014)
- Redeemed (2014)
- Faith of Our Fathers (2015)
- Woodlawn (2015)

### Productor
- The Moment After (1999)
- Mercy Streets (2000)
- Lay it Down (2001)
- Time Changer (2002)
- Six: The Mark Unleashed (2004)
- Midnight Clear (2006)
- The Visitation (2006)
- The Moment After 2: The Awakening (2006)
- The List (2007)
- Like Dandelion Dust (2009)
- The Lost Medallion: The Adventures of Billy Stone (2013)
- Moms' Night Out (2014)
- Faith of Our Fathers (2015)
- Woodlawn (2015)
- Ordinary Angels (2024)
- The Best Christmas Pageant Ever (2024)[2]

### Director
- Six: The Mark Unleashed (2004)
- Amazing Love (2012)

### Guionista
- The Moment After (1999)
- Six: The Mark Unleashed (2004)
- Faith of Our Fathers (2015)